# Лебедев, Денис Сергеевич
Денис Сергеевич Лебедев (бел. Дзяніс Сяргеевіч Лебедзеў; род. 26 июня 1992, Бобруйск, Могилёвская область) — белорусский футболист, вратарь.

## Клубная карьера
Воспитанник бобруйской ДЮСШ-5. Выступал за дубль бобруйской «Белшины». В последнем матче сезона 2011 он вышел на поле в дополнительное время (после 90-й минуты), заменив Руслана Капанцова. В декабре 2011 года он подписал с клубом трёхлетний контракт.
В начале 2013 года перешёл в светлогорский «Химик», где стал вторым вратарем. В марте 2015 года стал игроком «Берёза-2010».
В январе 2016 года вернулся в «Белшину» из аренды и вошел в основной состав команды. Однако закрепиться в команде ему не удалось, и он снова был отдан в аренду «Химику», где на этот раз стал основным вратарём.
В январе 2020 года АБФФ дисквалифицировала его на три года за договорные матчи. В июле 2020 года по итогам уголовного дела он был приговорен к 2 годам ограничения свободы.

## Карьера за сборную
В 2010 году сыграл за юношескую сборную Беларуси в проигрышном отборочном матче чемпионата Европы против Чехии (0:3).